# Microchloa
Microchloa és un gènere de plantes de la subfamília de les cloridòidies, família de les poàcies. És originari de l'Àfrica tropical, l'Índia i Ceilan.
El gènere fou descrit per Robert Brown i descrit a Prodromus Florae Novae Hollandiae 208. 1810.
El nom del gènere es deriva de les paraules gregues mikros (petits) i chloe (herba).
Nombre de la base del cromosoma, x = 10. 2n = 40.

## Taxonomia
| - Microchloa abyssinica - Microchloa altera - Microchloa annua - Microchloa caffra - Microchloa capensis - Microchloa ciliaris - Microchloa convergens - Microchloa elongata - Microchloa ensifolia | - Microchloa fibrosa - Microchloa fulva - Microchloa indica - Microchloa kandalaensis - Microchloa kunthii - Microchloa obtusiflora - Microchloa patentiflora - Microchloa setacea - Microchloa tenella - Microchloa thomaea |